# Astrild-caille à gorge rouge
Paludipasser locustella
Espèce
Synonymes
- Ortygospiza locustella (Neave, 1909)[2]

Statut de conservation UICN

 LC  : Préoccupation mineure
L'Astrild-caille à gorge rouge (Paludipasser locustella) est une espèce de passereaux de la famille des Estrildidae.
Il vit de manière dissoute en Afrique subsaharienne, notamment dans l'Est du Gabon et en République du Congo.

## Systématique
L'espèce Paludipasser locustella a été décrite en 1909 par Sheffield Airey Neave (d).

## Liste des sous-espèces
Selon la classification de référence du Congrès ornithologique international (version 11.1, 2021) :
- sous-espèce Paludipasser locustella locustella Neave, 1909
- sous-espèce Paludipasser locustella uelensis Chapin, 1916

### Sous le nomOrtygospiza locustella
- (fr + en)  Avibase : Ortygospiza locustella (+ répartition)
- (en) UICN : espèce Ortygospiza locustella (Neave, 1909) (consulté le 13 mai 2015)

### Sous le nomPaludipasser locustella
- (fr) Oiseaux.net : Paludipasser locustella (+ répartition)
- (en) Congrès ornithologique international : Paludipasser locustella  Neave, 1909 (consulté le 13 juin 2021)
- (en) Zoonomen Nomenclature Resource (Alan P. Peterson) : Paludipasser locustella  dans Passeriformes

1. 1 2  Congrès ornithologique international,  version 11.1, 2021.
2. ↑  BioLib, consulté le 13 juin 2021.